# All-New X-Men
All-New X-Men – amerykańska seria komiksowa publikowana od listopada 2012 przez Marvel Comics w formie dwutygodnika w kolekcji Marvel Now!. Scenarzystą serii jest Brian Michael Bendis, a ilustratorami David Marquez, David Lafuente, Mahmud A. Asrar, Brandon Peterson, Brent Anderson. Polskie tłumaczenie All-New X-Men ukazuje się od lipca 2015 nakładem Egmont Polska.

## Fabuła
Superbohaterowie z drużyny X-Men popadają między sobą w konflikt. Beast, który nie zgadza się na kontakty Cyclopsa z Magneto, decyduje się więc na desperacki krok – sprowadza z przeszłości młodsze wersje X-Men, by te przemówiły do rozumu Cyclopsowi i przypomniały mu o zasadach, jakimi wszyscy się niegdyś kierowali. Jednak nie wszystko poszło zgodnie z planem...

## Tomy
Seria All-New X-Men ukazuje się po polsku w formie tomów zawierających po kilka zeszytów dwutygodnika.
| Tom | Tytuł i rok wydania polskiego                                                        | Tytuł i rok wydania amerykańskiego                                   | Zawartość tomu                                                         |
| --- | ------------------------------------------------------------------------------------ | -------------------------------------------------------------------- | ---------------------------------------------------------------------- |
| 1   | Wczorajsi X-Men (2015)                                                               | Yesterday's X-Men (2013)                                             | All-New X-Men (vol. 1) #1-5                                            |
| 2   | Tu zostajemy (2015)                                                                  | Here To Stay (2013)                                                  | All-New X-Men (vol. 1) #6-10                                           |
| 3   | Zagubieni (2016)                                                                     | Out of Their Depth (2013)                                            | All-New X-Men (vol. 1) #11-15                                          |
| 4   | Tak inni (2017)                                                                      | All-Different (2014)                                                 | All-New X-Men (vol. 1) #18-21; X-Men: Gold (vol. 1) #1                 |
|     | Guardians of the Galaxy (Strażnicy Galaktyki)/All-New X-Men: Proces Jean Grey (2017) | Guardians of the Galaxy/All-New X-Men: The Trial of Jean Grey (2014) | All-New X-Men (vol. 1) #22-24; Guardians of the Galaxy (vol. 3) #11-13 |
| 6   | Jeden z głowy (2017)                                                                 | One Down (2014)                                                      | All-New X-Men (vol. 1) #25-30                                          |
| 7   | Przygoda w świecie Ultimate (2018)                                                   | The Ultimate Adventure (2015)                                        | All-New X-Men (vol. 1) #31-36                                          |
| 8   | Utopianie(2018)                                                                      | The Utopians (2015)                                                  | All-New X-Men (vol. 1) #37-41                                          |